# روسیون
روسیون (فرانسوی: Roussillon؛ کاتالان: Rosselló) یک استان تاریخی در فرانسه است که تا حد زیادی با کنت‌نشین روسیون و بخشی از کنت‌نشین سردانیا از شاهزاده‌نشین سابق کاتالونیا مطابقت دارد. این سرزمین بخشی از منطقه کاتالونیای شمالی یا کاتالونیای فرانسه (که اولی توسط کاتالان‌زبانان و دومی توسط فرانسوی‌زبانان استفاده می‌شد) است، که تقریباً مربوط به بخش جنوبی پیرنه شرقی فرانسه کنونی است.